# Dragoljub Mihailović
Dragoljub „Draža“ M. Mihailović (Драгољуб Дража Михаиловић; 26. dubna 1893, Ivanjica – 17. července 1946, Bělehrad) známý též pod jménem Čiča, byl srbský generál.
Jeho kariéra začala již za první světové války, kdy se stal válečným hrdinou. V meziválečné královské armádě pak zastával hodnost plukovníka. Ve druhé světové válce se stal vůdcem četnických sborů, které bojovaly proti komunistickým partyzánům, ale i nacistické okupaci. Tehdejší německou správu účast Četniků, kteří získávali pomoc ze zahraničí, značně znepokojovala a proto se pokoušeli Mihailoviće zastavit. Jeho odsouzení a popravu však již vykonal komunistický režim, který byl vybudován po úspěchu partyzánského boje pod vedením Tita.

## Počátky kariéry

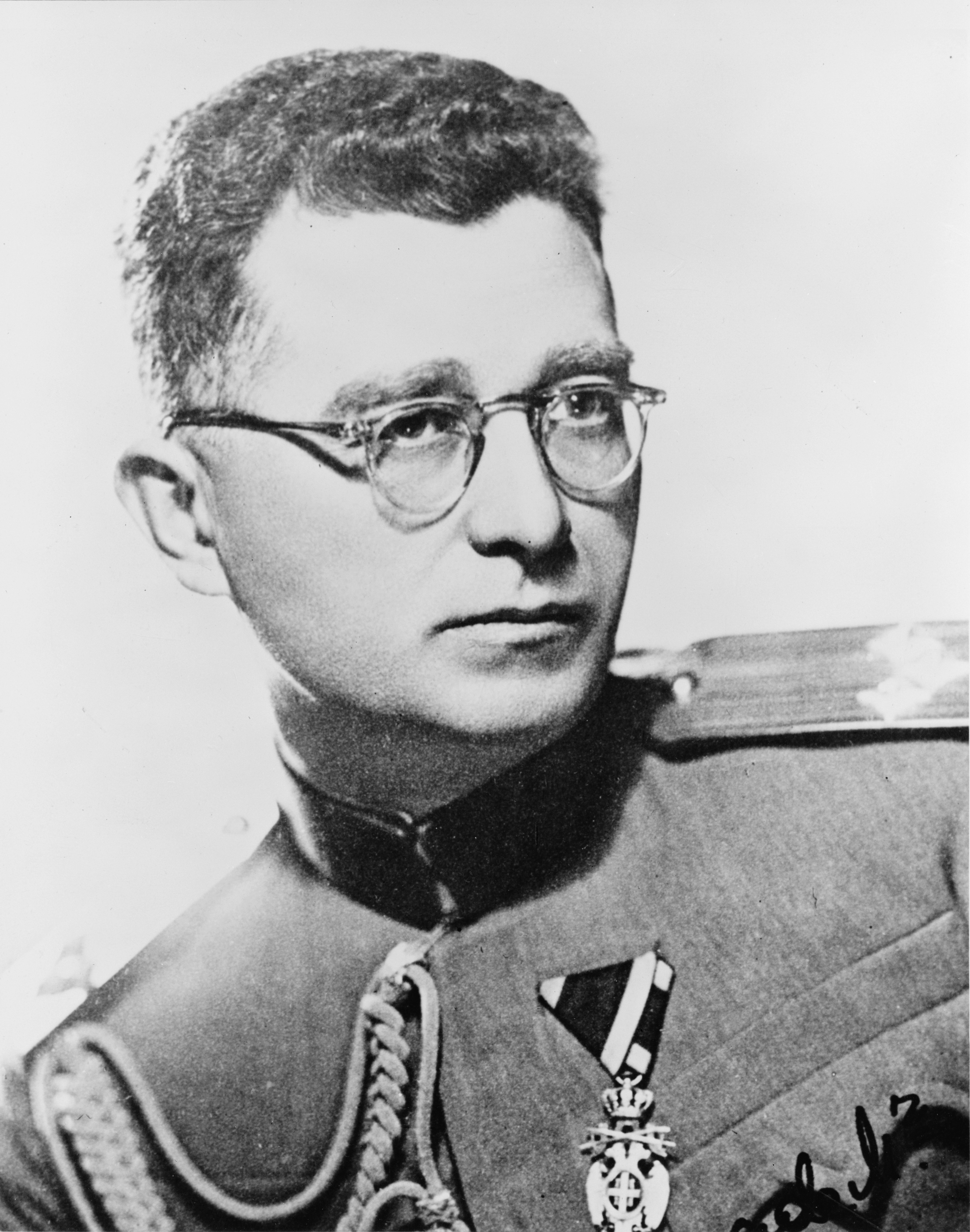
Plukovník Dragoljub Mihailovič jako jugoslávský vojenský atašé v Praze, Československo 1937

Mihailovićova kariéra v srbské armádě začala v průběhu balkánských válek (1912/1913) proti Osmanské říši a následně Bulharsku. Mihailović do nich zasáhl jako důstojnický čekatel. V bojích projevil vysoký stupeň talentu, odvahy i učenlivosti, byl raněn a vyznamenán Obilićovou medailí.
V první světové válce bojoval již s důstojnickou hodností, postupně velel rotě a praporu. Zúčastnil se jak prvních fází úspěšné obrany, tak následného vyčerpávajícího ústupu na Korfu (tzv. srbská Golgota) i finálního spojeneckého průlomu na soluňské frontě. Byl opět raněn a za zásluhy vyznamenán Řádem Bílého orla.

## Meziválečné působení
Po první světové válce se Mihailović věnoval usilovnému studiu vojenské teorie a strategie, ať už na francouzské vojenské akademii nebo formou samostudia. Následně mu bylo svěřeno velení pluku, přičemž přednášel na vojenské akademii v Bělehradě. Postupem času sice stoupal v hodnostních stupních a získával pověst respektovaného štábního důstojníka, jeho kariéra však byla narušována nejrůznějšími excesy.
Když Mihailović na vojenské akademii před posluchači rozvíjel teorii drobné guerillové války jako způsobu obrany země proti silnějšímu nepříteli, nesetkaly se jeho názory na některých vysokých místech s přílišným pochopením (přestože budoucnost mu dala zapravdu).
Odpovědné orgány nesly nelibě i další Mihailovićův návrh, kdy jakožto přesvědčený nacionalista navrhl uspořádání jugoslávské armády do národnostně segregovaných jednotek. Stejně tak konflikty Mihailovićových vojáků s německou menšinou v oblasti Celje jejich veliteli dvakrát neprospěly.
Nadějný, avšak problémový důstojník byl proto „odsunut“ na dostatečně reprezentativní pozice. V roce 1934 působil jako jugoslávský vojenský atašé v Bulharsku, o dva roky později zaujal stejný post v Československu, kde setrval do května 1937. Kromě vlastních povinností zde protiněmecky naladěný Mihailović vyhledával kontakty s osobami podobného smýšlení a pečlivě sledoval mezinárodně politické dění.
Ještě před odjezdem z Prahy byl Mihailović vyznamenán československým prezidentem Edvardem Benešem. Napadení Jugoslávie jej zastihlo ve funkci plukovníka u posádky v Hercegovině.

## Druhá světová válka

### Kolaborace
V roce 1943
V březnu Mihailović osobně velel četnickým silám (20 000 mužů), kteří pomáhali Němcům, Italům a ustašovcům v bitvě s partyzány na Neretvě . Poté, co partyzáni oklamali Němce a přesunuli se na levý břeh Neretvy, Němci očekávali, že je Mihailović a jeho Četníci zničí. Ale v bitvách u Kalinoviku a Nevesinje byly Četnické síly zcela poraženy a utrpěly velkou porážku. Velitel německých sil na Balkáně , generál Alexander Löhr , oznámil německému vrchnímu velení, že hlavní vinu za neúspěch nese Draža Mihailović a že jako vojenský velitel zcela selhal.

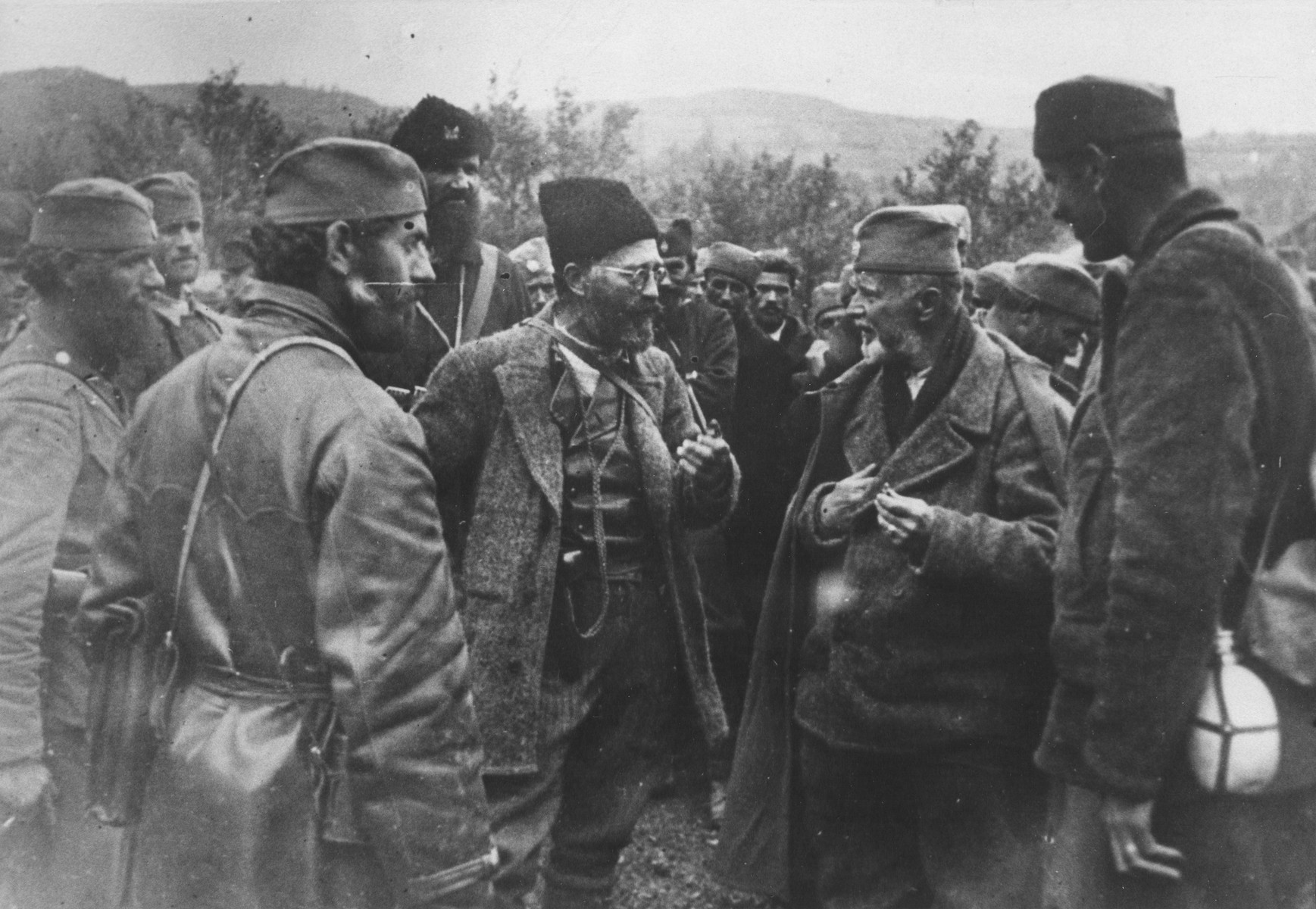
Mihailović se svými lidmi

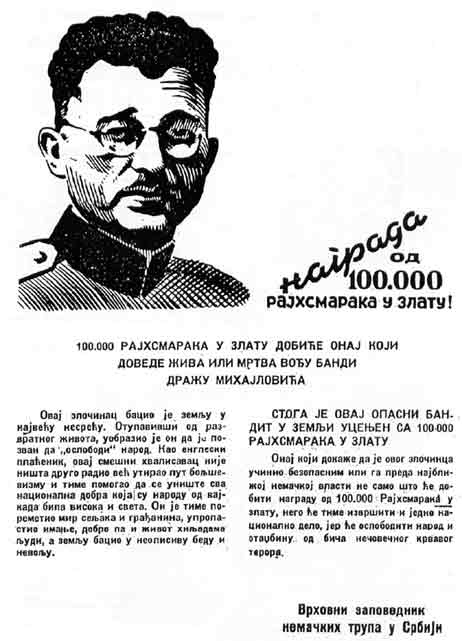
Německý plakát nabízející odměnu 100 000 zlatých marek za zajatého, mrtvého nebo živého Mihailoviće, 1943

Po pádu královské Jugoslávie dorazil Mihailović ve druhé polovině dubna 1941 se skupinou šestadvaceti až jedenatřiceti osob (údaje se různí) na náhorní planinu Ravna Gora v západním Srbsku, kde začal organizovat odboj proti okupantům. Jeho muži se nazývali „ravnogorskými četniky“ („ravnogorci“, „dražinovci“) a rychle nabývali na síle. První drobné sabotáže provedli již koncem dubna, počátkem června 1941 (tedy dříve než Titovi partyzáni) pak uskutečnili první útok na jednotku vojáků wehrmachtu, přičemž zastřelili i jednoho důstojníka.
V listopadu 1941, kdy měl Mihailović k dispozici přes 4000 mužů, jej král Petr II. Karadjordjević z londýnského exilu prohlásil „velitelem všech vlasteneckých sil v Jugoslávii“ a ravnogorští četnici definitivně přijali název Jugoslávské vojsko ve vlasti (JVuO). Četnici vytvořili relativně fungující organizaci na území Srbska, Bosny, Hercegoviny a Černé Hory, částečně se uchytili i ve Slovinsku. Většinu četniků (cca 85 %) však tvořili Srbové. Svým monarchistickým konzervativním nacionalismem nebylo četnické hnutí příliš atraktivní pro ostatní národy okupované Jugoslávie, z čehož těžil konkurenční, internacionální levicový odboj partyzánů, vedený komunistou Josipem Titem.
Mihailović navíc své hnutí ovládal pouze na území tzv. užšího Srbska, v jiných oblastech (zejména Bosně a Černé Hoře) vystupovali místní velitelé značně nezávisle a leckdy navazovali kontakty s partyzány nebo kolaborovali s okupanty. Výjimkou nebyly ani odvetné vyhlazovací výpravy proti Bosňákům a Chorvatům. V Bosně se četnici střetávali s ustašovci, chorvatskými pronacistickými kolaboranty. Na území Srbska se pak dostávali do konfliktů s kolaborantskými formacemi fašistické organizace ZBOR, „legálními četniky“ kolaboranta Kosty Pećanace a jednotkami loutkové vlády.
Během září 1941 Britové vyslali k Mihailovićovi první vojenskou misi v čele s kapitánem Duanem Hudsonem. Ten posléze doporučil, aby bylo JVO podporováno britskou stranou. První dodávku britské výzbroje, výstroje a léků obdrželi četnici osmého listopadu 1941.
V období od srpna do listopadu 1941 zorganizovali četnici aktivní guerillu proti německým jednotkám v západním Srbsku. Asi největším úspěchem bylo dobytí Čačaku oddílem poručíka (později podplukovníka) Zvonimira Vučkoviće (bývá označován za nejschopnějšího četnického důstojníka). Své akce někdy četnici podnikali v kooperaci s Titovými partyzány, a to i přes ideové rozpory.

Četnická vlajka

V listopadu 1941 však propukla mezi ideově protichůdnými křídly odboje občanská válka, probíhající paralelně s globálním konfliktem. Koncem listopadu 1941 zahájili Němci proti četnikům i partyzánům rozsáhlou protiofenzívu, a to s velkými úspěchy. Počátkem prosince 1941 rozdrtili četnické oddíly v západním Srbsku a ovládli dokonce i Ravnu Goru, odkud musel Mihailović s nejvěrnějšími bojovníky uprchnout přes německé linie do italského záboru k četnickým oddílům majora Pavla Djurišiće.
Hitler vyhlásil 7. prosince 1941 „operaci Mihailović“ (poté, co na základě analýzy zjistil, že ravnogorci usmrtili více než tisícovku příslušníků německých složek), s cílem zabít či dopadnout velitele četnického odboje. Na Mihailovićovu hlavu byla vypsána odměna 100 000 říšských marek ve zlatě. Němci ani jejich kolaboranti však Mihailoviće nikdy nedopadli. Zajato a zabito však bylo mnoho klíčových Mihailovićových důstojníků (major Aleksandar Mišić, major Boško Todorović, major Žarko Todorović atd.) Nadějný kapitán Jovan Deroko byl zase zabit partyzány. Ve stejné době povýšila exilová vláda krále Petra II. Mihailoviće do hodnosti generála a v lednu 1942 ho formálně jmenovala ministrem obrany.

### Počátek úpadku
Po německém úderu a zostřených represích vůči obyvatelstvu Mihailović obnovil ztracené zázemí a definitivně se rozhodl pro pasivní a vyčkávací taktiku vůči okupantům. Konfrontaci s Němci omezil pouze na nutnou sebeobranu a drobné sabotáže. Titovi partyzáni naopak přes řadu nezdarů stupňovali svou aktivitu v bojích s Němci a převzali tak iniciativu. Četnici na partyzány tvrdě útočili a v Srbsku si uchovávali dominantní pozici až do podzimu 1944[zdroj?], kdy do Srbska vstoupila Rudá armáda.
Do září 1943 nepodnikli četnici proti Němcům žádnou organizovanou útočnou akci. Pouze v prosinci 1942 četnická skupinka zabila čtyři německé vojáky. Vyčkávání nabourávalo morálku četnických oddílů, ztěžovala se i možnost kontrolovat aktivity lokálních velitelů (vojvodů) mimo Srbsko. Někteří otevřeně či skrytě kolaborovali, jiní přebíhali k partyzánům. Spojenci začínali být s pasivními a velkosrbsky orientovanými četniky nespokojeni, což vedlo ke sblížení s aktivním partyzánským odbojem. V září 1943 poslal britský premiér Churchill první misi k Titovi a počátkem prosince 1943 zastavil četnikům materiální pomoc. V únoru 1944 odešla z Ravne Gory (kam se Mihailović vrátil na jaře 1943) britská mise, zůstala jen americká.
Teprve v první polovině září 1943 si generál Mihailović uvědomuje nebezpečí izolace a vydává rozkazy k ukončení dosavadní pasivity. Jeho četnici, vedeni majorem Zaharije Ostojićem svedou s Němci vítězné střety u Berane, Prijepolje, Rogatice a Višegradu, četnický major Boško Šarković podniká útoky na německou dunajskou plavbu a četnické oddíly obsazují německou železniční stanici Raška. Probíhají také diverzně destrukční aktivity ravnogorců proti německému zásobování. Na začátku roku 1944 se odřekl oficiálně i velkosrbského nacionalismu. Během Zasedání ve vesnici Ba navrhuje, aby byla Jugoslávie federací tří zemí.
Z pohledu Spojenců je však příliš pozdě, hlavní iniciativu v rámci domácího odboje převzali Jugoslávští partyzáni pod vedením Tita, kteří se tak stávají perspektivnějším partnerem.
V létě 1944 – po Churchillově nátlaku – jugoslávský král Petar II. sesadil Mihailoviće z postu ministra obrany, načež v září 1944 uznal jugoslávský partyzánský odboj. Četnikům pak doporučil přejít na stranu Tita. Mnoho ravnogorců pak skutečně přešlo pod partyzánské velení. Jistý vliv na britskou politiku v Jugoslávii zřejmě měli i sovětští agenti uvnitř britské tajné služby.[zdroj?]
V této chvíli se Mihailović stal vyděděncem.

### Operace Halyard
V období od začátku roku 1944 do února 1945 četnici zachrání za asistence americké mise (zejména kapitána George Musulina) celkem 513 amerických a 80 dalších příslušníků leteckých posádek, sestřelených nad Srbskem. Četnici dokážou zachráněné letce shromáždit na územích pod svou kontrolou a z improvizovaných letišť v Pranjani, Kočeljevu a Boljanici zajistit odsun všech letců na americké základny v Itálii.
Největší shromaždiště v Pranjani (v létě 1944 odtud bylo evakuováno celkem 372 letců) se několikrát pokusily napadnout německé oddíly, ale ztroskotaly na obraně řízené výše zmiňovaným podplukovníkem Zvonimirem Vučkovićem.
Operace Halyard byla největší záchranou příslušníků amerických ozbrojených sil z válečných linií a představuje nejslavnější kapitolu z dějin ravnogorského hnutí.

### Rozklad vojska
V průběhu podzimu 1944 se Mihailovićovo vojsko začíná rozpadat, na území Srbska pak proniká Rudá armáda a Jugoslávští partyzáni. Četnici sice s Rudou armádou krátkodobě spolupracují (oddíly četnického podplukovníka Dragutina Keseroviće na Mihailovićův rozkaz pomáhají Sovětům osvobodit Kruševac a Čačak), nicméně krátce po skončení bojů jsou odzbrojováni a mnohdy internováni.
Mihailović se zbytkem věrných ustupuje do Bosny, kde pro něj končí druhá světová válka, nikoliv však konflikt s Jugoslávskými partyzáni vedenými Titem.

## Poválečné období
Po převzetí moci Titem ovládanou vládou AVNOJe Mihailović sedmnáct měsíců unikal komunistům nepřístupnými oblastmi Bosny a Srbska, než byl po zradě jednoho ze svých důstojníků v březnu 1946 zatčen. Již 10. června byl postaven před vojenský soud v Bělehradě. Přes brilantní obhajobu a protesty západních zemí byl ve zmanipulovaném procesu odsouzen k trestu smrti a 17. července 1946 zastřelen. Bělehrad odmítl připustit k soudu příslušníky britských, jakož i amerických misí a zachráněné spojenecké letce, kteří chtěli svědčit v generálův prospěch.
Komunistický režim měl z Mihailovićovy popularity strach i po jeho smrti, proto pohřbil generálovy ostatky tajně na neznámém místě. V roce 1948 americký prezident Harry Truman posmrtně vyznamenal Mihailoviće Řádem cti, vysokým vojenským vyznamenáním.
Dražovo dekorování prezident Truman doprovodil těmito slovy: „Generál Dragoljub Mihailovič se jako vrchní velitel jugoslávských sil a později ministr obrany, výjimečně zasloužil v době od prosince 1941 do prosince 1944 o organizaci a vedení velmi důležitých sil odboje proti nepříteli, který okupoval Jugoslávii.
Za ohromujícího úsilí jeho nebojácných jednotek bylo zachráněno a bezpečně navráceno pod přátelské vedení mnoho letců USA.
Generál Mihailovič a jeho síly konkrétně přispěly spojenecké věci a pomohly k dosažení konečného vítězství Spojenců a ačkoliv nebyly adekvátně vybaveny, všeho zbaveny pokračovaly v boji za extrémně těžkých podmínek"
Pozitivně se o Mihailovićově odkazu vyjádřili také američtí prezidenti Eisenhower, Nixon a Reagan. Po pádu komunismu byl na Ravne Goře vztyčen Mihailovićův pomník a v roce 2004 srbský parlament (skupština) schválil veteránům ravnogorského hnutí vyplácení válečných důchodů. Proti hlasovala pouze „miloševićovská“ Socialistická strana Srbska.